# Lydia van Maurik-Wever
Lydia van Maurik-Wever (1979) is een Nederlandse muzikant, songwriter, zangeres en veehoudster.

## Loopbaan
Van Maurik was van 1999 tot 2010 frontvrouw van de Utrechtse indiepop-band Brown Feather Sparrow. Ook maakt zij samen met haar man Stefan van Maurik deel uit van de Shoegaze-band Eins Zwei Orchestra en indiepop/rock-band This Beautiful Mess. 
Sinds 2010 organiseerde ze verschillende keren het project How to throw a Christmas party, dat rond de kerstdagen door Nederland toerde met traditionele en nieuwe kerstsongs. Dit project was in het eerste jaar bedoeld als laatste plaat en afscheidstournee van Brown Feather Sparrow; vanaf het jaar erna werd de link met deze band losgelaten en werd het een zelfstandige groep.
De laatste jaren haalde Van Maurik ook de media met haar initiatief de Bokkenbunker, een boerderij waar ze biologische geitenbokken mestte voor de slacht die anders bij geboorte al zouden worden gedood omdat ze geen melk geven. In 2018 stopte ze met het zelf mesten van bokken, terwijl enkele geitenboerderijen dat werk overnamen. Ze bleef aan als ambassadeur van de Bokkenbunker.